# Ангелос Басинас
Ангелос Басинас (грч. Άγγελος Μπασινάς; Халкида, 3. јануар 1976) бивши је грчки фудбалер. Играо је на позицији дефанзивног везног играча.

## Каријера
Девет година је играо за Панатинаикос и освојио два грчка првенства и један куп. Играо је још за Мајорку, АЕК, Портсмут и Арл-Авињон.
Басинас је одиграо 100 утакмица у дресу са државним грбом и налази се на петом месту по броју наступа иза Карагуниса, Загоракиса, Кацураниса и Торосидиса. Био је члан репрезентације Грчке која је освојила Европско првенство 2004. године. Постигао је и погодак против домаћина у утакмици групне фазе. На тој утакмици против Португала, Басинас је реализовао једанаестерац а Грчка је победила са 2:1. На целом турниру, Басинас је био веома важан играч грчке репрезентације. У самом финалу где је Грчка поново победила Португал, Харистеас је постигао погодак након што је Басинас упутио ударац из корнера.

## Трофеји
Панатинаикос
- Првенство Грчке: 1996, 2004.
- Куп Грчке: 2004.

Грчка
- Европско првенство: 2004.